# Japonia striatula
Japonia striatula é uma espécie de gastrópode da família Cyclophoridae.
É endémica de Japão.